# Itatiaya
Itatiaya é um gênero de aranhas da família Zoropsidae. Foi descrito pela primeira vez em 1915 por Mello-Leitão. Até 2017, contém oito espécies, todas encontradas no Brasil.

## Espécies
Itatiaya compreende as seguintes espécies:
- Itatiaya apipema (Polotow & Brescovit, 2006)
- Itatiaya iuba (Polotow & Brescovit, 2006)
- Itatiaya modesta (Mello-Leitão, 1915)
- Itatiaya pucupucu (Polotow & Brescovit, 2006)
- Itatiaya pykyyra (Polotow & Brescovit, 2006)
- Itatiaya tacamby (Polotow & Brescovit, 2006)
- Itatiaya tubixaba (Polotow & Brescovit, 2006)
- Itatiaya ywyty (Polotow & Brescovit, 2006)